# Drupadia fabricii
Drupadia fabricii är en fjärilsart som beskrevs av Moore 1884. Drupadia fabricii ingår i släktet Drupadia och familjen juvelvingar. Inga underarter finns listade i Catalogue of Life.